# Часовня в стиле модерн (Кальварийское кладбище)
Часовня в стиле модерн — католическая часовня на Кальварийском кладбище в Минске, расположенная слева от главного фасада костела Воздвижения Святого Креста, рядом с часовней-усыпальницей Павла Равы. Была построена в начале XX века. как усыпальница.

## Архитектура

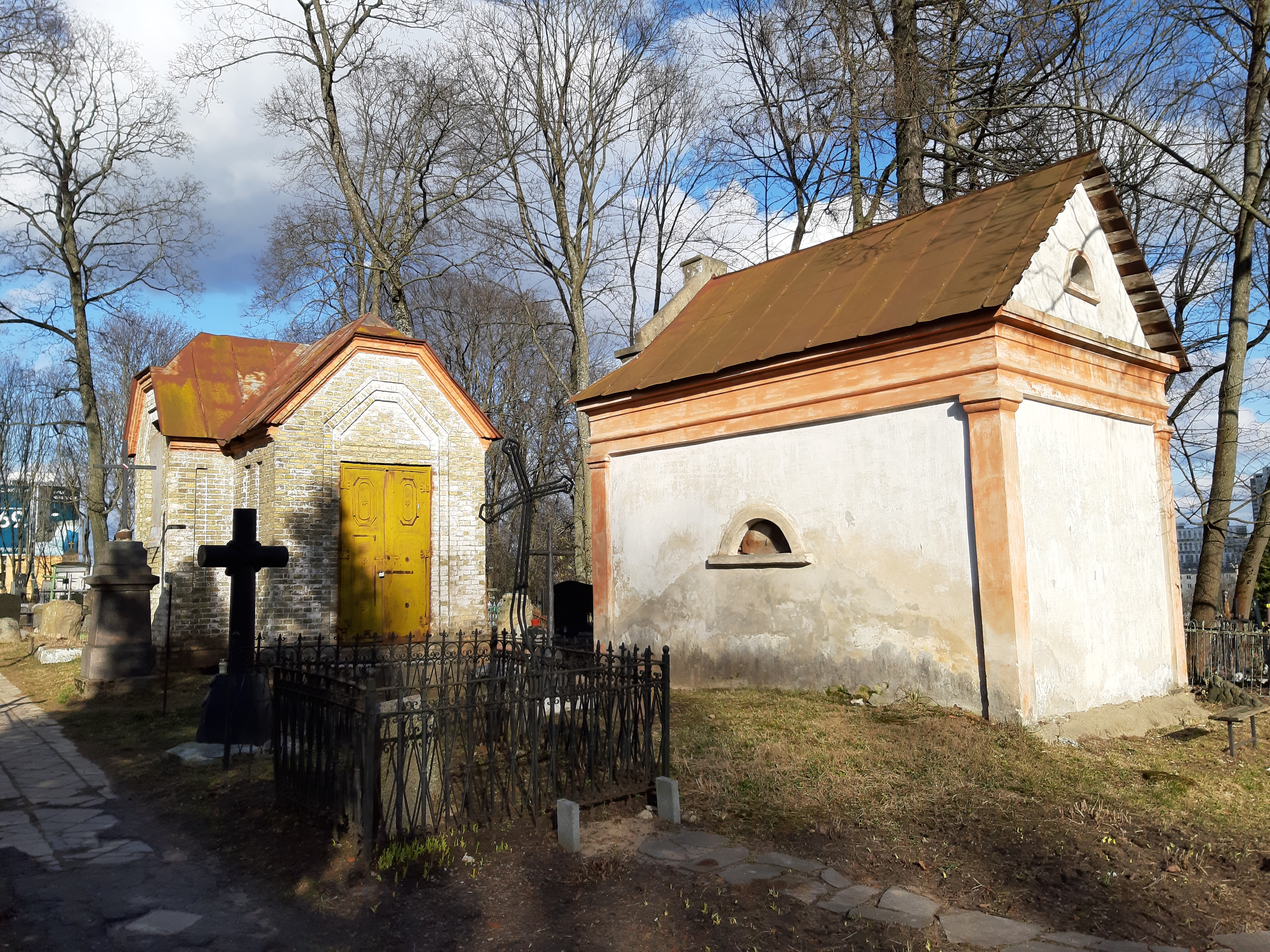
Рядом с усыпальницей Павла Равы

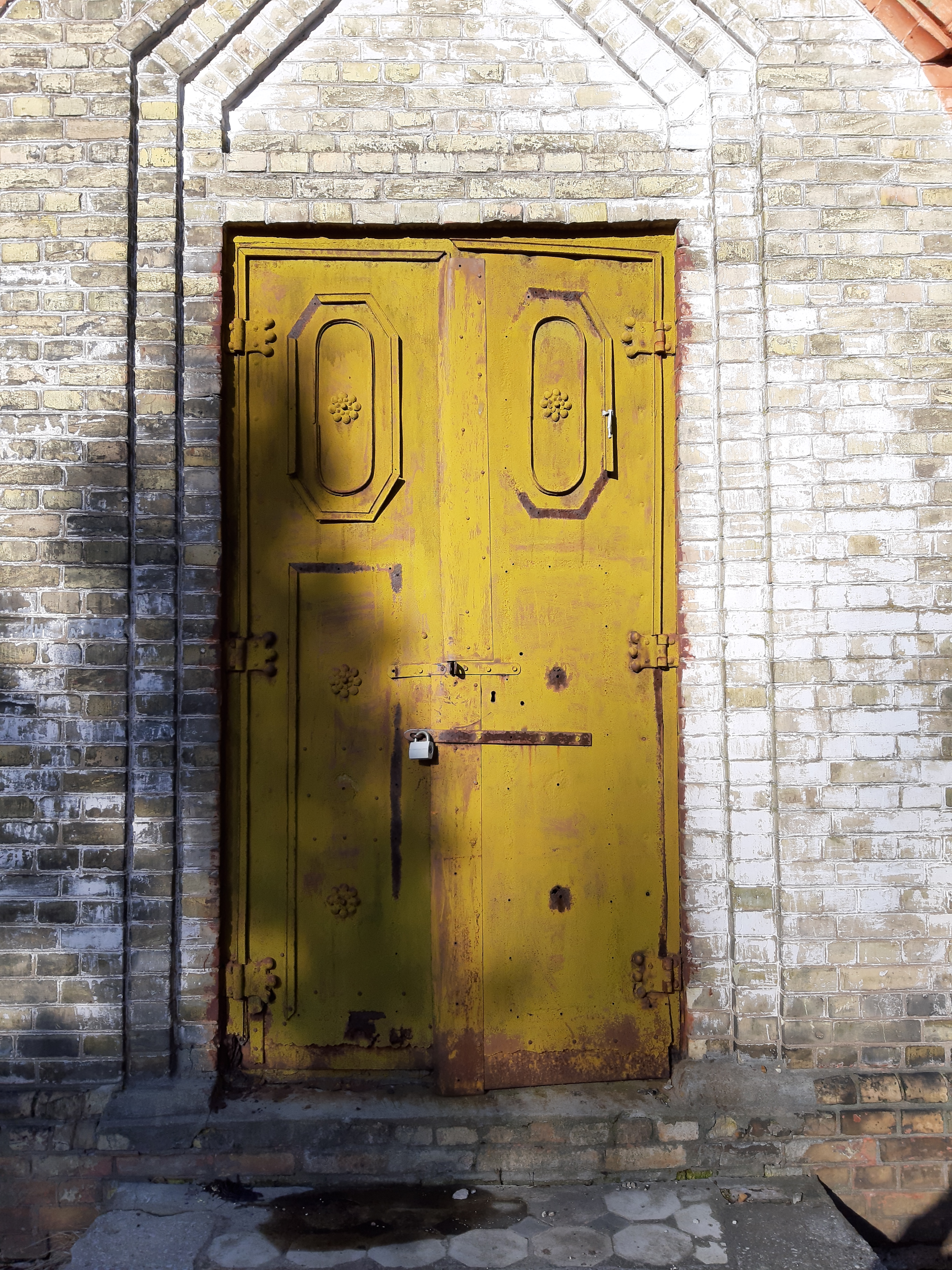
Дверь

Памятник архитектуры модерна, часовня конструктивно имеет прямоугольную форму с несимметрично выступающим боковым ризалитом и крытые скрещенными полувальмовыми крышами. Прямоугольные плоскости фасадов украшены трапециевидными щипцами над боковыми оконными проемами такой же формы и перспективным входным порталом. Черты времени постройки отражены в вышивке крестиком окон и филёнок двустворчатых дверей.